# Il dort encore
Il dort encore est une mélodie pour voix et piano de Claude Debussy composée en 1882 sur un poème de Théodore de Banville.

## Présentation
Il dort encore est composé début 1882 sur un texte de Théodore de Banville extrait de la comédie lyrique en un acte Hymnis, scène I (Paris, Tresse, 1880, p. 4),.
L'incipit de l'œuvre est : « Il dort encore, une main sur la lyre ! ».
À l'instar d'Ode bachique, le poème est tiré d'Hymnis, que Banville a fait représenter au Nouveau Lyrique le 14 novembre 1879, avec une musique de scène de Jules Cressonnois,.
Musicalement, c'est une « œuvrette charmante ».
La mélodie est publiée en 1984 par Jobert, comme no V du recueil Sept poèmes de Banville (édité par J. Briscoe).
La durée moyenne d'exécution de la pièce est d'un peu moins de trois minutes environ.
Dans le catalogue des œuvres du compositeur établi par le musicologue François Lesure, Il dort encore porte le numéro L 34 (37).

## Discographie
- Debussy Songs vol. 3, Jennifer France (soprano), Malcolm Martineau (piano), Hyperion Records CDA68016, 2014.
- Claude Debussy : intégrale des mélodies, 4 CD, Liliana Faraon et Magali Léger (sopranos), Marie-Ange Todorovitch (mezzo-soprano), Gilles Ragon (ténor), François Le Roux (baryton), Jean-Louis Haguenauer (piano), Ligia Digital, 2014[7],[8].
- Claude Debussy : The complete works, CD 19, Liliana Faraon (soprano), Jean-Louis Haguenauer (piano), Warner Classics, 2018[9].